# Гейден, Логин Петрович
Граф Ло́гин (Логгин) Петро́вич Ге́йден (нидерл. Lodewijk Sigismund Vincent Gustaaf Reichsgraf van Heiden; 6 сентября 1773 — 17 октября 1850) — русский адмирал (1833) голландского происхождения, который командовал русскими кораблями в знаменитом Наваринском сражении. Дед общественного деятеля П. А. Гейдена.

## Биография
Из старинного вестфальского графского рода. Полное имя — граф Людвиг-Сигизмунд Густав фон Гейден (Graaf Sigismund Lodewijk Gustaaf van Heiden-Reinestein). Начал военную службу в голландском военном флоте, дойдя до лейтенантского чина. В 1795 году присягнул России и в чине капитан-лейтенанта начал службу в Черноморском флоте.
В 1799 году с эскадрой С. А. Пустошкина прибыл на остров Корфу к Ф. Ф. Ушакову, доставив войска для гарнизона, в 1800 году высадил десант в Неаполитанском королевстве в городе Отранто, а затем вернулся в Очаков, где был назначен командиром фрегата «Иоанн Златоуст».

В 1803 году перешёл на Балтийский флот и назначен в Морской кадетский корпус, а затем состоял в Адмиралтействе. В 1808 году назначен командиром отряда гребных судов в Финском заливе, неоднократно участвовал в боях со шведскими гребными судами. 26 мая 1808 года за отличие произведён в капитаны 1-го ранга.
В 1812 году командовал флотилией гребных судов и перевозил войска из Финляндии в Ревель и Нарву. В 1813 году перешёл с гребной флотилией (63 канонерские лодки и 13 других судов) из Ревеля к Данцигу, участвовал в его блокаде, в том числе в бомбардировках с моря французских батарей и укреплений. Дважды (28 апреля и 12 августа) его корабли выдержали бои с французскими и датскими кораблями, сорвав их попытки прорваться в крепость. За отличие в этих делах был награждён золотой шпагой с надписью «за храбрость» и 4 сентября 1813 года чином капитан-командора. В 1814 году находился с отрядом гребных судов в соединённой англо-шведской эскадре при очищении от французских кораблей и гарнизонов северо-германских портов.

20 мая 1816 года назначен военным губернатором и главным командиром Свеаборгского порта. 27 августа 1817 года пожалован в контр-адмиралы. 6 июня 1821 года награждён орденом Святого Георгия 4-го класса 
за выслугу беспорочно от вступления в обер-офицерский чин 25 лет.
В 1823 году по анонимному доносу снят с должности и отдан под суд, в 1826 году был полностью оправдан и определён состоять при Адмиралтействе в Петербурге.

### Третья Архипелагская экспедиция

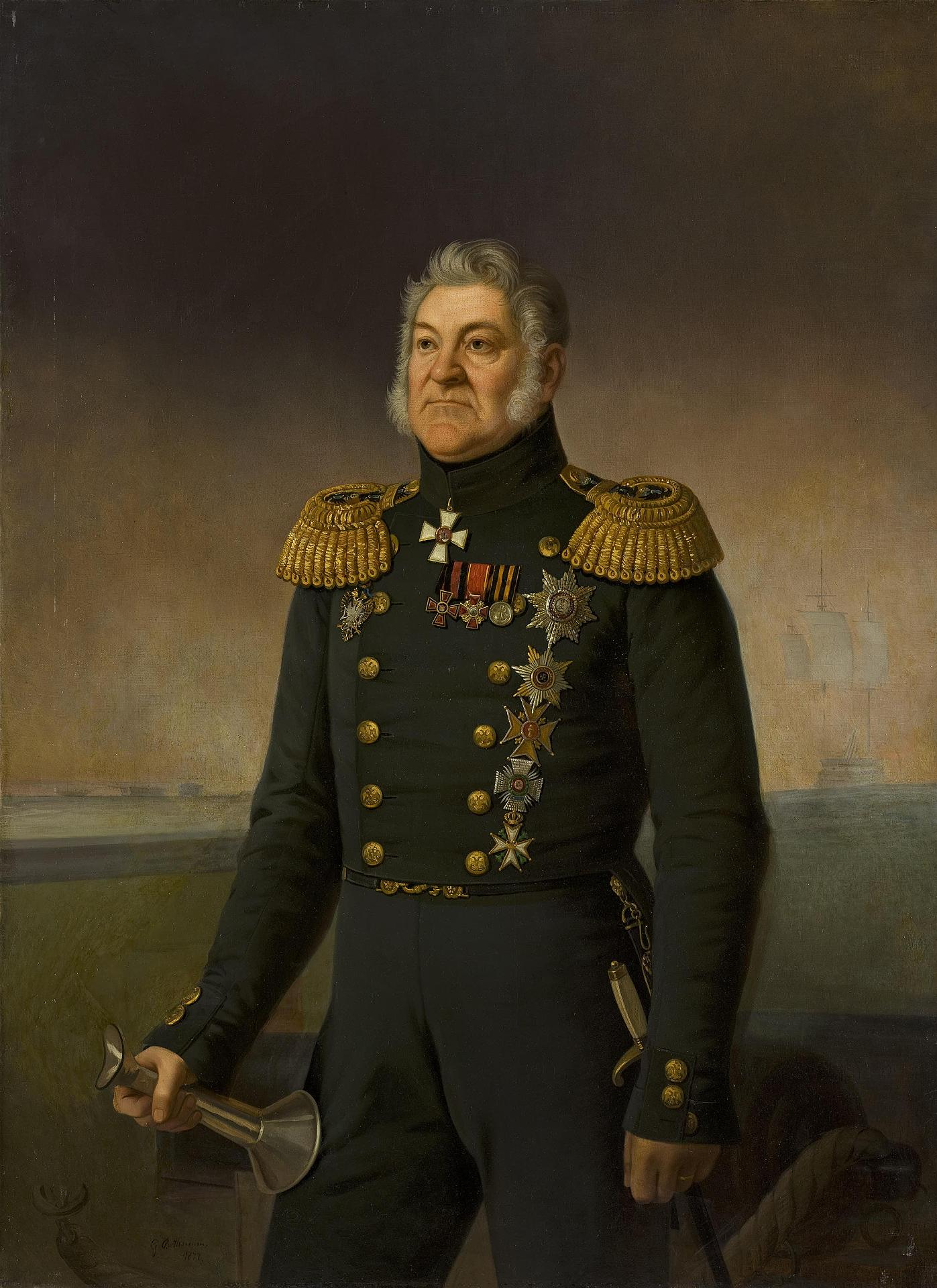
Портрет адмирала Логина Петровича Гейдена (1877) — художник Е. И. Ботман

В июне 1827 года назначен командовать эскадрой из 9 судов, соединился с англо-французской эскадрой и направился в Средиземное море к берегам Греции, где 8 октября находился в сражении при Наварине. 9 ноября 1827 года пожалован в вице-адмиралы и удостоен ордена Святого Георгия 3-го класса 
в воздаяние отличной храбрости, оказанной в морском сражении 8-го октября 1827 года при Наварине.
Затем возглавлял русскую объединённую эскадру (в июне 1828 года к ней прибыла вторая эскадра контр-адмирала П. И. Рикорда), которая в ходе начавшейся русско-турецкой войны успешно осуществляла блокаду Дарданелл и борьбу с турецким судоходством в Архипелаге.

### После Архипелагской экспедиции
В 1830 году назначен начальником первой дивизии Балтийского флота (базировалась в Кронштадте). 6 декабря 1833 года был произведён в адмиралы. Военным губернатором Ревеля стал с 1834 году, а с 1838 года стал ещё и главным командиром Ревельского порта.

## Воинские звания
- Капитан-лейтенант (10.11.1795)[8]
- Капитан 2-го ранга (09.01.1803)
- Майор (21.03.1804)
- Капитан 1-го ранга (26.05.1808)
- Капитан-командор (04.09.1813)
- Контр-адмирал (23.08.1817)
- Вице-адмирал (09.11.1827)
- Адмирал (06.12.1833)

## Награды
Российские:
- Орден Святой Анны 2-й степени (1808)[8]
- Орден Святого Владимира 3-й степени (13.11.1808)
- Золотая шпага с надписью «За храбрость» (30.01.1814)
- Орден Святого Георгия 4-й степени за 25 лет службы (06.06.1821)
- Орден Святого Георгия 3-й степени (09.11.1827)
- Орден Святого Владимира 2-й степени (08.09.1831)
- Орден Белого Орла (05.12.1836)
- Орден Святого Александра Невского (22.03.1839)
- Бриллиантовые знаки к ордену Святого Александра Невского (30.08.1848)
- Знак отличия беспорочной службы за XX лет

Иностранные:
- Французский Орден Святого Людовика, большой крест (1827)
- Британский Орден Бани, рыцарь-командор (1827)
- Нидерландский Военный орден Вильгельма, командор (1832)
- Греческий Орден Спасителя, большой крест (1834)
- Шведский Орден Меча, большой крест (1843)
- Неаполитанский Орден Франциска I, большой крест

## Смерть и похороны
17 октября 1850 года, граф Логин Петрович Гейден после тяжелой болезни скончался в окружении семьи, немного не дожив до своей золотой свадьбы. Отпевание прошло в Домском соборе на таллинском Вышгороде. Похоронен на кладбище Копли в Таллине (ликвидировано в 1951).

## Дети
Л. П. Гейден имел шестерых детей. Старший сын, Логин Логинович (1806—1901), также служил в российском флоте (адмирал с 1861) и так же, как отец, командовал Ревельским портом. Фёдор (1821—1900) — генерал, участник Кавказской войны, финляндский генерал-губернатор, Александр (1810—1896, действительный статский советник), дочери Мария (1808—1864; замужем за морским офицером бароном Е. А. Шлиппенбахом), Елизавета (1812—1840; замужем за морским офицером В. П. Опочининым) и Луиза (1819—1887; благотворительница).

## Память
Именем Л. П. Гейдена названы:
- атолл в архипелаге Маршалловых островов (открыт в 1817 г. О. Е. Коцебу, им же назван в честь Л. П. Гейдена[11])
- банка в Бристольском заливе (название присвоено Фёдором Петровичем Литке[11])
- гора на Камчатке (нанесена на карту в 1828 году экипажем шлюпа «Сенявин» под командованием Ф. П. Литке (и тогда же названа))[11]
- улица в Афинах (Χέυδεν)
- В 1927 году к 100-летию Наваринского сражения в Греции была выпущена почтовая марка в память об адмирале Гейдене (5 драхм  (Mi #325; Yt #374).
- В Пилосе Гейдену был установлен памятник.